# Cdparanoia
cdparanoia(CD 파라노이아)는 유닉스 계열 및 BeOS 운영 체제용 콤팩트 디스크 리핑 소프트웨어이다.

## 같이 보기
- 이그잭트 오디오 카피